# Liste der Kulturdenkmale in Hohenfelden
In der Liste der Kulturdenkmale in Hohenfelden sind alle Kulturdenkmale der thüringischen Gemeinde Hohenfelden (Landkreis Weimarer Land) und ihrer Ortsteile aufgelistet (Stand: 26. April 2012).

## Hohenfelden
Denkmalensemble

| Bild            | Bezeichnung | Lage                | Datierung | Beschreibung | ID |
| --------------- | ----------- | ------------------- | --------- | ------------ | -- |
| Fotos hochladen | Ortslage    | Hohenfelden (Karte) |           |              |    |

Einzeldenkmale

| Bild                           | Bezeichnung                          | Lage                  | Datierung | Beschreibung | ID |
| ------------------------------ | ------------------------------------ | --------------------- | --------- | ------------ | -- |
| weitere Bilder Fotos hochladen | Kirche St. Burkhard mit Kirchhof     | Im Dorfe 14 (Karte)   |           |              |    |
| weitere Bilder Fotos hochladen | ehemaliges Pfarrhaus                 | Dorfstraße 16 (Karte) |           |              |    |
| Fotos hochladen                | Keller                               | Dorfstraße 17 (Karte) |           |              |    |
| Fotos hochladen                | Portal, Tor und Hofmauer             | Dorfstraße 40 (Karte) |           |              |    |
| Fotos hochladen                | Wohnhaus                             | Dorfstraße 66 (Karte) |           |              |    |
| BW                             | ehemaliges Jagdhaus und Nebengebäude | Dorfstraße 96 (Karte) |           |              |    |
| Fotos hochladen                | Gaststättengebäude                   | Am Stausee (Karte)    |           |              |    |

Bodendenkmal

| Bild            | Bezeichnung                     | Lage                                                                                 | Datierung | Beschreibung | ID |
| --------------- | ------------------------------- | ------------------------------------------------------------------------------------ | --------- | ------------ | -- |
| Fotos hochladen | Höhensiedlung, Riechheimer Berg | Ostteil des Riechheimer Berges, 0,7 km westlich des Nordteiles von Riechheim (Karte) |           |              |    |

## Quelle
- Denkmalliste Landkreis Weimarer Land. (PDF; 929 kB) weimarerland.de

- Karte mit allen Koordinaten:
- OSM |
- WikiMap